# O Sacrifício
Offret (em inglês:  The Sacrifice; em francês:  Le sacrifice; bra/prt: O Sacrifício) é um filme sueco, britânico e francês de 1986, um drama dirigido por Andrei Tarkovski.
Foi o último filme do diretor russo. As locações do filme ocorreram inteiramente na Suécia.

## Elenco
- Erland Josephson  como Alexander
- Susan Fleetwood como Adelaide
- Sven Wollter como Victor
- Tommy Kjellqvist como Little Man
- Guðrún Gísladóttir como Maria
- Valérie Mairesse como Julia
- Filippa Franzén como Marta

## Principais prêmios e indicações
Festival de Cannes 1986 (França)
- Venceu nas categorias de Grande Prêmio Especial do Júri, Prêmio da Crítica Internacional, Prêmio pela Melhor Contribuição Artística e Prêmio do Júri Ecumênico.[6]
- Foi indicado à Palma de Ouro.[6]
- Pela primeira vez na história do Festival de Cannes um único filme foi vencedor de quatro prêmios.[carece de fontes?]

BAFTA 1988 (Reino Unido)
- Venceu na categoria de Melhor Filme em língua estrangeira.[6]